# Богородське (Воскресенський район)
Богородське (рос. Богородское) — село в Воскресенському районі Нижньогородської області Російської Федерації.
Населення становить 732 особи. Входить до складу муніципального утворення Богородська сільрада.

## Історія
Від 2009 року входить до складу муніципального утворення Богородська сільрада.

## Населення
| 1999 | 2002 | 2010 |
| ---- | ---- | ---- |
| 761  | ↘732 | →732 |